# Maciej Rybus
Maciej Rybus, né le 19 août 1989 à Łowicz, est un footballeur professionnel polonais. Formé au Legia Varsovie, il évolue ensuite près de dix ans en Russie, au Terek Grozny et au Lokomotiv Moscou, le tout entrecoupé d'un passage en France à l'Olympique lyonnais, avant de signer en juin 2022 au Spartak Moscou pour une saison, puis de continuer son aventure russe au Rubin Kazan à l'été 2023. Polyvalent, il occupe les postes d'arrière gauche et piston gauche. Il est également capable d'évoluer au poste d'arrière droit.

## Biographie

### Carrière en club

#### Legia Varsovie (2007-2012)
Maciej Rybus commence sa carrière professionnelle au Legia Varsovie. Lors de son premier match, il remplace le titulaire habituel au poste d'ailier droit. L'entraîneur polonais préfère en effet aligner un jeune prometteur plutôt qu'un joueur confirmé mais sur le déclin. Et le bon match de Maciej Rybus récompense le choix tactique osé. En effet, Maciej Rybus inscrit un splenide but, d'une frappe lointaine du pied droit. Sur les conseils de Danijel Ljuboja, il s'impose petit à petit au Legia Varsovie. Sa première saison est d'ailleurs sa plus prolifique sur le plan des buts. En effet, alors qu'il ne dispute que dix rencontres d'Ekstraklasa, il inscrit quatre buts. Malgré ses quatre autres rencontres de Coupes nationales, il reste bloqué à quatre buts pour sa première saison, et ne délivre aucune passe décisive. La saison 2008-2009 est pour lui celle de la confirmation. En effet, il joue 27 matchs de première division, score à trois reprises et délivre quatre offrandes en championnat. Il fait également ses premiers pas en coupe d'Europe, disputant trois rencontres de Ligue Europa. À l'issue de cette saison, Maciej commence par être considéré comme un cadre du club de la capitale. 
Et il ne dément pas son statut la saison suivante, jouant à 29 reprises en championnat et marquant deux fois, plus deux passes décisives. Par ailleurs, il inscrit son premier but en coupe, et est appelé en sélection. Toutes compétitions confondues, il boucle la saison sur un total de 44 matchs, 4 buts et 2 passes décisives. La saison suivante est un peu plus mitigée. Longtemps blessé, il ne joue que 20 matchs de championnat, et n'inscrit que deux buts toutes compétitions confondues, et, surtout, ne délivre aucune passe décisive. Avec un total de 27 matchs seulement, sa saison est décevante. Mais il se rattrape lors de la première moitié de saison 2011-2012. S'il ne dispute que seize matchs jusqu'à son départ en février, et trente-quatre toutes compétitions confondues, il délivre dix passes décisives, et marque à quatre reprises, en seulement 28 matchs avec le Legia, 34 avec la sélection au total sur la saison.
Avec le Legia, il dispute plus de 100 matchs en première division polonaise, inscrivant 13 buts au total. Par ailleurs, il remporte trois coupes de Pologne et une supercoupe de Pologne. D'abord ailier droit de formation, il se mue petit à petit en un joueur de côté plus défensif, et bascule sur le flanc gauche. Ses bonnes performances le font remarquer, outre par la sélection, mais aussi par des clubs étrangers.

#### Terek Grozny (2012-2016)
Le 13 février 2012, Varsovie et le Terek Grozny s'entendent sur un transfert de Rybus vers le club russe, moyennant la somme de deux millions sept cent mille d'euros,. Il est également convenu que Rybus rejoigne Grozny le 24 février, après les seizièmes de finale de la Ligue Europa. Titulaire lors des deux matches face au Sporting Portugal, il ne peut empêcher l'élimination de son équipe. Sa première saison le voit porter à onze reprises en championnat le maillot vert, et une en coupe. Il marque à trois reprises et délivre deux passes décisives. Sa première saison entière est la saison 2012-2013. Maciej s'impose petit à petit dans l'effectif du club russe, mais des blessures lui plombent son bilan. Cependant, elles ne l'empêchent pas, en dix-neuf matchs de championnat et un de coupes, de marquer à quatre reprises et de délivrer, cette saison encore, deux passes décisives. Sur le plan physique, la saison 2013-2014 est, elle aussi, compliquée pour Maciej Rybus. Il ne peut disputer, à cause des blessures, que seize rencontres de championnat et deux de coupes. Ceci explique son bilan offensif limité à quatre passes décisives. Cependant, tant sur le plan physique que footballistiques, les saisons 2014-2015 et 2015-2016 sont rayonnantes pour l'international polonais. Sur ces deux saisons, il peut jouer à cinquante-cinq reprises en championnat et trois en coupes, et délivre donc neuf passes décisives et inscrit douze buts.
Au total, lors de ses trois saisons au Grozny, il dispute cent huit matchs et inscrit dix neuf buts, dont neuf lors de sa dernière saison. Il délivre également dix-sept passes décisives sous le maillot du club Russe, dont sept en 2014-2015. Ses performances très intéressantes, et l'annonce qu'il ne prolongera pas son contrat au Terek Grozny le rend alléchant pour nombre de clubs européens. On cite de nombreux clubs, notamment le récent deuxième du championnat de France, l'Olympique lyonnais. Mais des clubs anglais, allemands et italiens semblent aussi se placer pour le joueur.

#### Olympique lyonnais (2016-2017)
Le 21 juin 2016, l'Olympique lyonnais officialise son arrivée au club. Il dispute quelques rencontres lors de l'entame de la saison, puis disparaît peu à peu. Les rumeurs concernant son avenir vont souvent bon train, mais, cependant, il ne se plaint jamais de son faible temps de jeu. Barré par la concurrence de Jérémy Morel, il réalise cependant des performances de haut vol contre la Juventus de Turin ou encore l'AS Monaco. En quart-de-finale de Ligue Europa, rentré dans les arrêts de jeu, il marque son tir au but contre le Beşiktaş, et permet à l'Olympique lyonnais de se qualifier pour les demi-finales, contre l'Ajax Amsterdam. Malgré deux bonnes performances consécutives (contre le Beşiktaş et l'AS Monaco), Bruno Génésio ne le sélectionne pas dans son groupe contre le SCO Angers.
En effet, dans l'esprit du technicien, Jérémy Morel réalise des performances d'un niveau tel que Maciej Rybus n'est pas même en mesure de concurrencer l'arrière gauche que Bruno Génésio avait pourtant replacé défenseur central. Il retrouve une place de titulaire en championnat contre le SC Bastia, mais le match est interrompu à la mi-temps pour cause d'envahissement de terrain par les supporters bastiais. Le match sera donné gagné sur tapis vert pour les Lyonnais. Un des derniers matchs de sa saison est joué lors du match retour de Ligue Europa contre l'Ajax Amsterdam. Il rentre à l'heure de jeu, et délivre une passe décisive pour Rachid Ghezzal. L'OL s'imposera 3-1, pas suffisant pour renverser la vapeur, ayant été battus 4-1 à l'aller.
À l'intersaison, après une interview dans laquelle il critique les choix de son entraîneur ainsi que du fait du recrutement de Fernando Marçal et de Ferland Mendy, Maciej Rybus est poussé vers la sortie. Il a alors des offres d'Angleterre (notamment d'Hull City) et de Russie. Il aura au total disputé vingt-sept matchs sous le maillot de l'Olympique lyonnais, délivrant deux passes décisives mais n'inscrivant aucun but.

#### Lokomotiv Moscou (2017-2022)

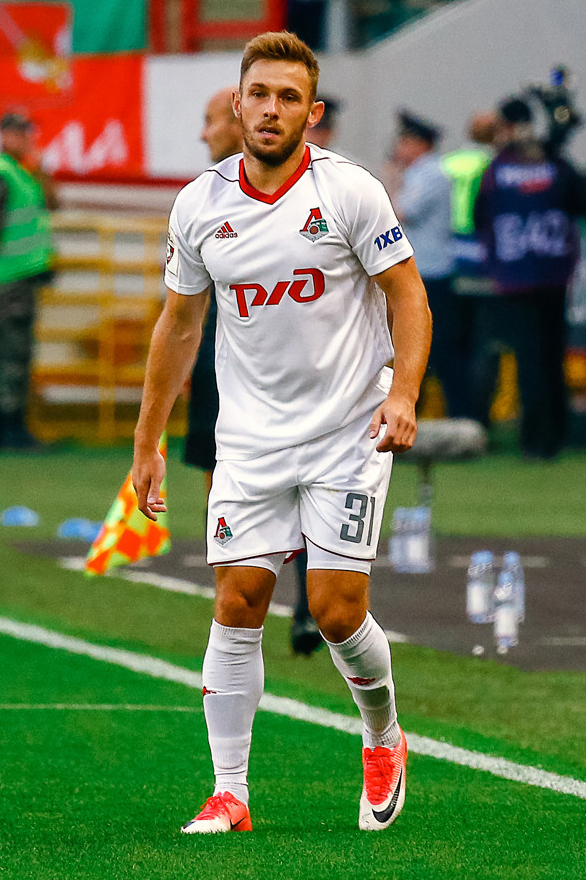
Rybus sous le maillot du Lokomotiv

Un an après son arrivée à Lyon, Rybus est transféré au Lokomotiv Moscou pour un montant d'1,75 million d'euros, le 20 juillet 2017. L'international polonais est la cinquième recrue du club russe pour ce mercato et signe un contrat de trois ans. À son arrivée, il est encensé par son entraîneur, qui met en avant à la fois sa polyvalence et ses capacités offensives. Son début de saison est bon (989 minutes jouées d'août à novembre) : il retrouve sa place en équipe nationale, en étant titulaire à de nombreuses reprises, comme face à l'Uruguay ou au Mexique. Mais cet enchaînement de rencontres après une première moitié de saison où il avait peu joué avec l'Olympique lyonnais a un impact : peu après la pause, à la 58e minute d'un match face à l'Anji de Makhatchkala, il se blesse musculairement à la cuisse. Maciej Rybus déclare donc forfait pour la fin d'année 2017. 
Bien que cette blessure le freine dans sa progression, elle ne remet pas en cause sa place dans la sélection polonaise. De retour dans le onze après la trêve hivernale, Maciej alterne entre des titularisations à son poste usuel d'arrière gauche ou dans un inhabituel positionnement d'arrière droit. C'est d'ailleurs à ce poste qu'il inscrit son premier but sous le maillot moscovite, lors des huitièmes-de-finale de Ligue Europa, contre l'Atletico Madrid, d'une frappe de 25 mètres se logeant dans la lucarne du portier espagnol, et sauvant ainsi l'honneur des siens (défaite 8-1 en cumulé sur les deux matchs). Maciej continue d'enchaîner les titularisations avec le Lokomotiv, confortant par la même sa place en sélection. Cela d'autant plus que club de la capitale occupe la première place du classement. Rybus est sacré champion de Russie dès sa première saison avec le Lokomotiv Moscou, devenant ainsi le premier joueur polonais de l'histoire à remporter le championnat de Russie. Il dispute au cours de la saison vingt matchs de championnat, un de coupe nationale et six en Ligue Europa.
Pour sa seconde saison en tant que joueur du Lokomotiv Moscou, Maciej Rybus dispute avec les siens la finale de la Supercoupe de Russie, mais ne peut empêcher la défaite du Loko un but à zéro contre le CSKA Moscou. Maciej dispute les premiers matchs de championnats. Lors de la cinquième journée du championnat et pour sa quatrième apparition en championnat, il inscrit son premier but de la saison, le premier en championnat depuis son départ du Terek Grozny, d'une belle frappe enroulée côté droit de près de vingt-cinq mètres, face à l'Anji de Makhatchkala. Le bon début de saison de Maciej Rybus est gâché par une blessure survenue peu avant le rassemblement de septembre avec l'équipe nationale, rassemblement pour lequel il doit déclarer forfait. Maciej est absent pour une durée comprise entre deux et trois mois.
Maciej Rybus parvient à se refaire peu à peu son trou dans l'effectif du club moscovite, et dispute de nombreuses rencontres jusqu'à la fin de la saison, même si quelques soucis musculaires l'éloignent de temps à autre du terrain. Il évolue aussi bien sur le flanc gauche de la défense, son poste préférentiel, que sur le côté droit de celle-ci, afin de compenser les manques du Lokomotiv dans ce secteur. Même s'il n'est pas sur son pied préférentiel, il peut néanmoins profiter de ses anciennes qualité d'ailier droit pour repiquer dans l'axe et se positionner face à un attaquant en "faux pied". Associé sur le terrain à un autre ancien du championnat de France et international polonais, Grzegorz Krychowiak, Maciej Rybus marque une certaine forme de complicité sur le terrain avec le milieu de terrain formé aux Girondins.
Au cours de la saison 2019-2020, en plus de retrouver, après quelques rassemblements manqués, les joies de la sélection polonaise, Maciej Rybus retrouve un rôle important dans l'effectif. Il est par exemple décisif avec une passe pour le buteur Alekseï Miranchuk lors de la rencontre du Loko face à la Juventus de Turin de son compatriote Wojciech Szczęsny. Le club de la capitale russe s'incline néanmoins au bout du temps additionnel sur une réalisation de Douglas Costa.
L'exercice 2020-2021 est un exercice abouti pour Maciej Rybus. En effet, le natif de Łowicz enchaîne les rencontres de championnat (26 au cours de la saison), mais surtout se montre particulièrement décisif en Coupe de Russie. Aligné à trois reprises par son entraîneur, il délivre autant de passes décisives, participant grandement à la qualification des siens pour la finale de la compétition. Même s'il n'est pas décisif au cours de cette finale, Rybus est bien titularisé sur son couloir gauche et dispute les quatre-vingt-dix minutes de la rencontre sans encombre. Le Lokomotiv s'impose trois buts à un face au Krylia Sovetov Samara, le petit poucet de deuxième division, grâce à des buts de François Kamano, Fedor Smolov et Murilo. Rybus remporte ainsi son deuxième titre avec le Loko, après le titre de champion acquis trois ans plus tôt. Avec quarante-cinq rencontres disputées entre club et sélection, cette saison est la plus aboutie de la carrière de Rybus, ex-aeco avec l'année 2009-2010.
2021-2022 commence sur les chapeaux de roue pour Rybus et les cheminots, puisque le club s'adjuge la Supercoupe de Russie de football dès l'été. Même si quelques blessures viennent raréfier sa présence dans le onze de départ, Rybus reste un membre important de l'effectif du club. L'invasion de l'Ukraine par la Russie au mois de février 2022 rend son statut de joueur étranger particulièrement instable. Ainsi, interrogé à l'issue d'un match par un journaliste local, Rybus refuse de s'exprimer sur le conflit et d'affirmer son soutien aux troupes russes. Si cette réaction est très bien perçue en Pologne et en Ukraine, elle est détournée de son sens par les médias russes, qui attribuent cette non-réaction à une "pression" de l'Occident. Néanmoins, la saison s'achève sans encombre pour Rybus. Après cinq années en Russie, au cours desquelles il aura disputé 136 matchs (soit une rencontre de plus qu'avec son club formateur, le Legia), Rybus quitte le club moscovite à l'été 2022.

#### Spartak Moscou (depuis 2022)
En juin 2022, libre de tout contrat, Maciej Rybus s'engage avec le FK Spartak Moscou. Le latéral polonais signe un contrat de deux saisons avec la Narodnaïa komanda. Il y rejoint un autre ancien de l'Olympique lyonnais, le milieu de terrain international luxembourgeois Christopher Martins Pereira, qu'il avait côtoyé au cours de la saison 2016-2017.

### En équipe nationale

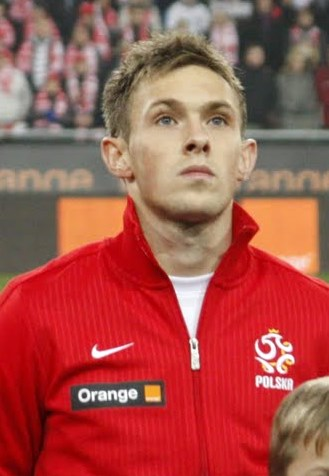
Maciej Rybus en 2011 sous le maillot de la sélection polonaise

Il joue son premier match en équipe de Pologne le 14 novembre 2009, en amical contre la Roumanie à Varsovie (défaite 0-1). Le 18 novembre 2009, lors de sa deuxième sélection, il inscrit son premier but en équipe nationale, à l'occasion d'un match amical contre le Canada (victoire 1-0 à Bydgoszcz). Puis, le 4 juin 2013, il inscrit son deuxième but avec la Pologne, lors d'un match amical contre le Liechtenstein (victoire 2-0 à Cracovie).
Maciej Rybus est retenu par le sélectionneur Franciszek Smuda afin de participer à l'Euro 2012 organisé en Ukraine et en Pologne. Lors de l'Euro, il joue un match contre la Grèce (match nul 1-1 à Varsovie).
Afin de pallier la pénurie d'arrières latéraux gauches, en accord avec le sélectionneur, il se transforme petit à petit en arrière latéral. Cependant, il conserve dans ses courses quelques attitudes propres à un ailier droit de formation. Cela ne l'empêche pas de s'imposer à ce poste avec les Aigles de Pologne.
Il est présélectionné par Adam Nawałka en vue de l'Euro 2016 organisé en France, toutefois il ne figure pas dans la liste définitives des 23 joueurs, en raison d'une blessure à l'épaule gauche.
Malgré cette blessure, qui le freine également lors de son arrivée à l'Olympique lyonnais, il retrouve sa place de titulaire avec les blancs et rouges. Il est ainsi à nouveau titulaire avec la Pologne contre le Kazakhstan dans les éliminatoires pour le Mondial russe de 2018. Un peu poussé sur le banc durant son passage à l'Olympique lyonnais du fait du peu de match qu'il dispute, il continue néanmoins de figurer systématiquement dans le groupe des Aigles polonais. Son arrivée au Lokomotiv Moscou est une place de titulaire retrouvée en club lui assure de nouveau une place de titulaire en sélection. De plus, Maciej Rybus est favorisé par la mise en place d'une défense à trois par Adam Nawałka, qui lui permet de faire valoir ses qualités offensives. Maciej Rybus est donc logiquement retenu par son sélectionneur pour la Coupe du monde 2018 en Russie. Lors des matchs amicaux de préparation, il se montre très à son avantage, délivrant par exemple une passe décisive à Robert Lewandowski contre la Lituanie lors d'une victoire 4-0. Maciej est titulaire pour le premier match de la Pologne en Coupe du monde, contre le Sénégal. Néanmoins, il ne peut empêcher la défaite des siens 2-1. Remplaçant lors du dernier match de la Pologne contre le Japon (victoire 1-0), son équipe est malgré tout éliminée de la Coupe du monde. Le sélectionneur polonais est limogé à l'issue de la compétition et est remplacé par Jerzy Brzęczek.
Dans sa première liste post-Coupe du monde, Jerzy Brzęczek sélectionne Maciej Rybus pour une série de deux matchs, le premier en Ligue des Nations de l'UEFA contre l'Italie et le second amical contre l'Irlande. Malheureusement, Maciej se blesse peu avant la trêve, et doit déclarer forfait. Il est également absent pour la même raison lors du rassemblement du mois d'octobre, qui voit la Pologne être reléguée en division B de Ligue des Nations.
La saison 2019-2020 est marquée par l'interruption de nombreuses compétitions liée à la pandémie de COVID-19 et le report de l'Euro, ce qui réduit le nombre d'échéances internationales. Rybus est malgré tout présent lors des listes de la sélection nationale. Au cours de l'exercice suivant, Rybus continue d'être appelé en équipe de Pologne. Il fait partie de la liste polonaise pour l'Euro 2020 décalé à l'été 2021.

## Style de jeu
Maciej Rybus est d'abord un ailier droit de formation. Cependant, à la suite d'une pénurie de joueurs à ce poste, il se décale peu à peu côté gauche. Avec ses entraîneurs en sélection, il décide peu à peu de se déplacer à nouveau. Il devient alors un arrière gauche. Polyvalent, il fait donc son trou en équipe de Pologne. Maciej est connu pour sa hargne et sa combativité. Il compense ses erreurs défensives par un gros travail et un harcèlement du porteur du ballon. Par ailleurs, ses qualités offensives s'expriment à travers ses montées rageuses. S'il est dangereux dans le jeu, il ne l'est pas moins sur phases arrêtées. En effet, le natif de Lowicz possède une lourde frappe de balle, des deux pieds. Il marque plusieurs coups francs lointains impressionnants. Il frappe également les corners avec beaucoup d'adresse. À son arrivée à Lyon, beaucoup de supporters le comparent à l'ancien lyonnais Michel Bastos, qui, lui aussi ailier de formation, pouvait évoluer au poste d'arrière latérale et possédait une frappe de balle puissante.
Ses détracteurs ont tendance à lui reprocher ses erreurs de placement. Cela est dû à une particularité de son mouvement d'épaule. En effet, en tant qu'ailier droit de formation, il a tendance à tourner ses épaules vers le côté gauche. Et le temps de se retourner lui fait parfois perdre quelques secondes dans ses duels à l'intérieur du terrain en position défensive, lorsqu'il évolue arrière gauche. En retournant en Russie au Lokomotiv Moscou, il retrouve un rôle plus offensif, évoluant plus volontiers au milieu de terrain. Mais dès la trêve hivernale au cours de sa première saison au Loko, il occupe régulièrement la position d'arrière droit. Maciej dispute également plusieurs matchs à ce poste au cours de l'exercice 2018-2019 avec le club moscovite.

## Vie privée
Après une relation de plusieurs années avec le mannequin Natalia Czubaj, Maciej Rybus se marie avec Lana Rybus le 17 mars 2018, après l'avoir rencontrée quelques mois avant lors de son arrivée à Moscou, où elle était manager du restaurant de l'hôtel où logeait Rybus. Au début de l'automne, le couple annonce attendre des jumeaux.
Rybus est également très attaché au numéro 31, qu'il arbore sur son maillot tout au long de sa carrière - au Legia, au Terek, à Lyon et au Lokomotiv. En sélection, où les numéros sont limités de 1 à 23, il porte même régulièrement le numéro 13, inverse de son numéro fétiche.

## Statistiques

### Statistiques détaillées
| Saison                | Club                  | Championnat           | Championnat | Championnat | Championnat | Coupe(s) nationale(s) | Coupe(s) nationale(s) | Coupe(s) nationale(s) | Supercoupe | Supercoupe | Supercoupe | Compétition(s) continentale(s) | Compétition(s) continentale(s) | Compétition(s) continentale(s) | Compétition(s) continentale(s) | Pologne | Pologne | Pologne | Total | Total | Total |
| Saison                | Club                  | Division              | M.          | B.          | P.d.        | M.                    | B.                    | P.d.                  | M.         | B.         | P.d.       | Comp.                          | M.                             | B.                             | P.d.                           | M.      | B.      | P.d.    | M.    | B.    | P.d.  |
| 2007-2008             | Legia Varsovie        | Ekstraklasa           | 10          | 4           | 0           | 4                     | 0                     | 0                     | -          | -          | -          | -                              | -                              | -                              | -                              | -       | -       | -       | 14    | 4     | 0     |
| 2008-2009             | Legia Varsovie        | Ekstraklasa           | 27          | 3           | 4           | 2                     | 0                     | 0                     | 1          | 0          | 0          | C3                             | 3                              | 0                              | 0                              | -       | -       | -       | 33    | 3     | 4     |
| 2009-2010             | Legia Varsovie        | Ekstraklasa           | 29          | 2           | 2           | 3                     | 1                     | 0                     | -          | -          | -          | C3                             | 4                              | 0                              | 0                              | 9       | 1       | 0       | 45    | 4     | 2     |
| 2010-2011             | Legia Varsovie        | Ekstraklasa           | 20          | 2           | 0           | 4                     | 0                     | 0                     | -          | -          | -          | -                              | -                              | -                              | -                              | 3       | 0       | 0       | 27    | 2     | 0     |
| 2011-2012             | Legia Varsovie        | Ekstraklasa           | 16          | 2           | 9           | 1                     | 1                     | 0                     | -          | -          | -          | C3                             | 11                             | 1                              | 1                              | 5       | 0       | 0       | 33    | 4     | 10    |
| Sous-total            | Sous-total            | Sous-total            | 102         | 13          | 15          | 14                    | 2                     | 0                     | 1          | 0          | 0          | -                              | 18                             | 1                              | 1                              | 17      | 1       | 0       | 152   | 17    | 16    |
| 2011-2012             | Terek Grozny          | P.League              | 11          | 3           | 2           | 1                     | 0                     | 0                     | -          | -          | -          | -                              | -                              | -                              | -                              | 4       | 0       | 1       | 16    | 3     | 3     |
| 2012-2013             | Terek Grozny          | P.League              | 19          | 4           | 2           | 1                     | 0                     | 0                     | -          | -          | -          | -                              | -                              | -                              | -                              | 4       | 1       | 0       | 24    | 5     | 2     |
| 2013-2014             | Terek Grozny          | P.League              | 16          | 0           | 4           | 2                     | 0                     | 0                     | -          | -          | -          | -                              | -                              | -                              | -                              | 2       | 0       | 0       | 20    | 0     | 4     |
| 2014-2015             | Terek Grozny          | P.League              | 27          | 3           | 7           | 1                     | 0                     | 0                     | -          | -          | -          | -                              | -                              | -                              | -                              | 10      | 0       | 2       | 38    | 3     | 9     |
| 2015-2016             | Terek Grozny          | P.League              | 28          | 9           | 2           | 2                     | 0                     | 0                     | -          | -          | -          | -                              | -                              | -                              | -                              | 3       | 0       | 0       | 33    | 9     | 2     |
| Sous-total            | Sous-total            | Sous-total            | 101         | 19          | 17          | 7                     | 0                     | 0                     | -          | -          | -          | -                              | -                              | -                              | -                              | 23      | 1       | 3       | 131   | 20    | 20    |
| 2016-2017             | Olympique lyonnais    | Ligue 1               | 18          | 0           | 1           | 2                     | 0                     | 0                     | -          | -          | -          | C1+C3                          | 4+3                            | 0                              | 0+1                            | 3       | 0       | 0       | 30    | 0     | 2     |
| Sous-total            | Sous-total            | Sous-total            | 18          | 0           | 1           | 2                     | 0                     | 0                     | -          | -          | -          | -                              | 7                              | 0                              | 1                              | 3       | 0       | 0       | 30    | 0     | 2     |
| 2017-2018             | Lokomotiv Moscou      | P.League              | 20          | 0           | 0           | 1                     | 0                     | 0                     | -          | -          | -          | C3                             | 6                              | 1                              | 0                              | 8       | 0       | 2       | 35    | 1     | 2     |
| 2018-2019             | Lokomotiv Moscou      | P.League              | 16          | 1           | 1           | 1                     | 0                     | 0                     | 1          | 0          | 0          | C1                             | 2                              | 0                              | 0                              | 2       | 0       | 0       | 22    | 1     | 1     |
| 2019-2020             | Lokomotiv Moscou      | P.League              | 19          | 0           | 4           | 1                     | 0                     | 0                     | 1          | 0          | 0          | C1                             | 5                              | 0                              | 0                              | 1       | 0       | 0       | 27    | 0     | 4     |
| 2020-2021             | Lokomotiv Moscou      | P.League              | 26          | 1           | 1           | 4                     | 0                     | 3                     | 1          | 0          | 0          | C1                             | 6                              | 0                              | 0                              | 8       | 0       | 2       | 45    | 1     | 6     |
| 2021-2022             | Lokomotiv Moscou      | P.League              | 21          | 0           | 3           | -                     | -                     | -                     | 1          | 0          | 0          | C3                             | 4                              | 0                              | 0                              | 4       | 0       | 0       | 30    | 0     | 3     |
| Sous-total            | Sous-total            | Sous-total            | 102         | 2           | 9           | 7                     | 0                     | 3                     | 4          | 0          | 0          | -                              | 23                             | 1                              | 0                              | 24      | 0       | 4       | 160   | 3     | 16    |
| 2022-2023             | Spartak Moscou        | P.League              | 7           | 1           | 1           | 3                     | 0                     | 0                     | 1          | 0          | 0          | -                              | -                              | -                              | -                              | -       | -       | -       | 11    | 1     | 1     |
| Sous-total            | Sous-total            | Sous-total            | 7           | 1           | 1           | 3                     | 0                     | 0                     | 1          | 0          | 0          | -                              | -                              | -                              | -                              | -       | -       | -       | 11    | 1     | 1     |
| 2023-2024             | Rubin Kazan           | P.League              | 1           | 0           | 0           | -                     | -                     | -                     | -          | -          | -          | -                              | -                              | -                              | -                              | -       | -       | -       | 1     | 0     | 0     |
| Sous-total            | Sous-total            | Sous-total            | 1           | 0           | 0           | -                     | -                     | -                     | -          | -          | -          | -                              | -                              | -                              | -                              | -       | -       | -       | 1     | 0     | 0     |
| Total sur la carrière | Total sur la carrière | Total sur la carrière | 331         | 35          | 43          | 33                    | 2                     | 3                     | 6          | 0          | 0          | -                              | 48                             | 2                              | 2                              | 66      | 2       | 7       | 484   | 41    | 55    |

## Palmarès
Legia Varsovie
- Vice-champion de Pologne en 2008 et 2009.
- Vainqueur de la Coupe de Pologne en 2008, 2011 et 2012.
- Vainqueur de la Supercoupe de Pologne en 2008.

 Lokomotiv Moscou
- Champion de Russie en 2018.
- Vainqueur de la Coupe de Russie en 2021.
- Vainqueur de la Supercoupe de Russie en 2019.